# Bolitoglossa magnifica
Bolitoglossa magnifica é uma espécie de anfíbio caudado pertencente à família Plethodontidae, sub-família Plethodontinae.